# لوشیا
لوشیا (فرانسوی: Lochia‎) به ترشحاتی که از مجرای تناسلی بعد از زایمان در چند هفته اول انجام می‌گیرد که ابتدا خون خالص، سپس خونابه و بعداً به صورت ترشح سفیدرنگ است و در فارسی به آن زَچـِگی هم گفته شده است. (به عربی: نِفاس، به انگلیسی: Lochia) می‌گویند. زچگی را زچه شدن و زاج شدن هم می‌گویند.
لوشیا در سه مرحله انجام می‌شود:
- لوشیا روبرا یا لوشیای قرمز (Lochia rubra): ترشح قرمز رنگ بعد از زایمان که بلافاصله بعد از زایمان شروع شده و کاملاً محتوی خون است.
- لوشیا سِروزا یا زچگی خونابه‌ای (Lochia serosa): ترشح خونابه‌ای که در مرحله دوم ترشحات پس از زایمان دیده می‌شود و محتوی خون و مخاط و تراوش‌های زخم‌ها است.
- لوشیا آلبا یا لوشیای سفید (Lochia alba): ترشح سفیدرنگی که در مرحله آخر ترشحات پس از زایمان در مجرای تناسلی زن دیده می‌شود و حاوی مقدار کمی خون و مقدار زیادی موجودات ذره‌بینی و یاخته‌های دژنره است.

در فقه اسلامی گفته می‌شود که «از وقتی که اولین جزء بچه از شکم مادر بیرون می‌آید، هر خونی که زن می‌بیند، اگر پیش از ده روز یا سر ده روز قطع شود، خون نفاس است.»